# País de los Ilinueses

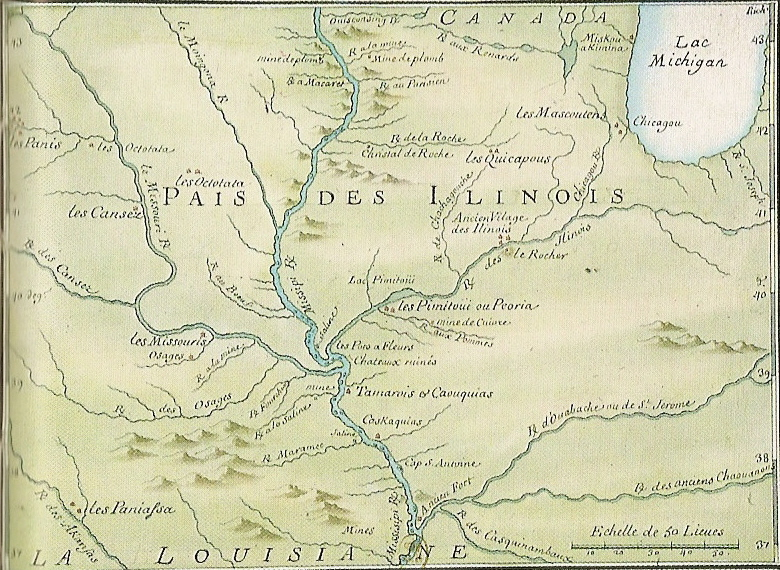
Mapa del país de los illinois en el momento de la Nueva Francia y la Luisiana francesa

El País de los illiniwek (del francés: Pays des Illinois) o Alta Luisiana (en francés: Haute-Louisiane) fue una de las subdivisiones administrativas y políticas de la Luisiana francesa en la época de la Nueva Francia. Fue nombrado por la tribu nativa de los illiniwek. La capital del país de los illiniwek fue Fort de Chartres, en la confluencia del río Misisipi y del Meramec. La región, poblada por colonos francocanadienses, experimentó una efervescencia más acusada entre la confluencia de los ríos Misisipi, Meramac y Kaskaskia. Al vivir en estrecha relación con los nativos americanos, la población se agrupó en varias aldeas: Kaskaskia, Sainte-Geneviève, Cahokia, Prairie du Rocher y Vincennes un poco más al este, cerca del río Ohio. En 1752, la población había aumentado a 2573 personas sin contar Vincennes.

## Historia
El país de los illiniwek fue gobernado por Canadá, pero por orden del rey Luis XV el 27 de septiembre de 1717, el país de los illiniwek se unió a la provincia real de la Luisiana, teniendo como frontera al norte, el río Illinois. En 1721, el séptimo distrito militar de la Luisiana fue nombrado Illinois. Este territorio incluía la mitad del actual estado de Illinois, así como las tierras entre el río Arkansas y el paralelo 43° Norte, y la zona entre las Montañas Rocosas y el río Misisipi. En 1723, la región alrededor del río Wabash se convirtió en un distrito separado. Durante ese período, el país de los illiniwek fue conocido como la Alta Luisiana, aunque este término implicaba el territorio al oeste del Misisipi, con el país de los illiniwek al este del Misisipi y al norte del río Ohio. Esta distinción se aclaró más en el Tratado de París en 1763, cuando los británicos adquirieron las tierras al este del Misisipi, y España la Luisiana, al oeste del Misisipi. Muchos canadienses cruzaron el río para evitar estar bajo la tutela británica.

### Fort St-Louis

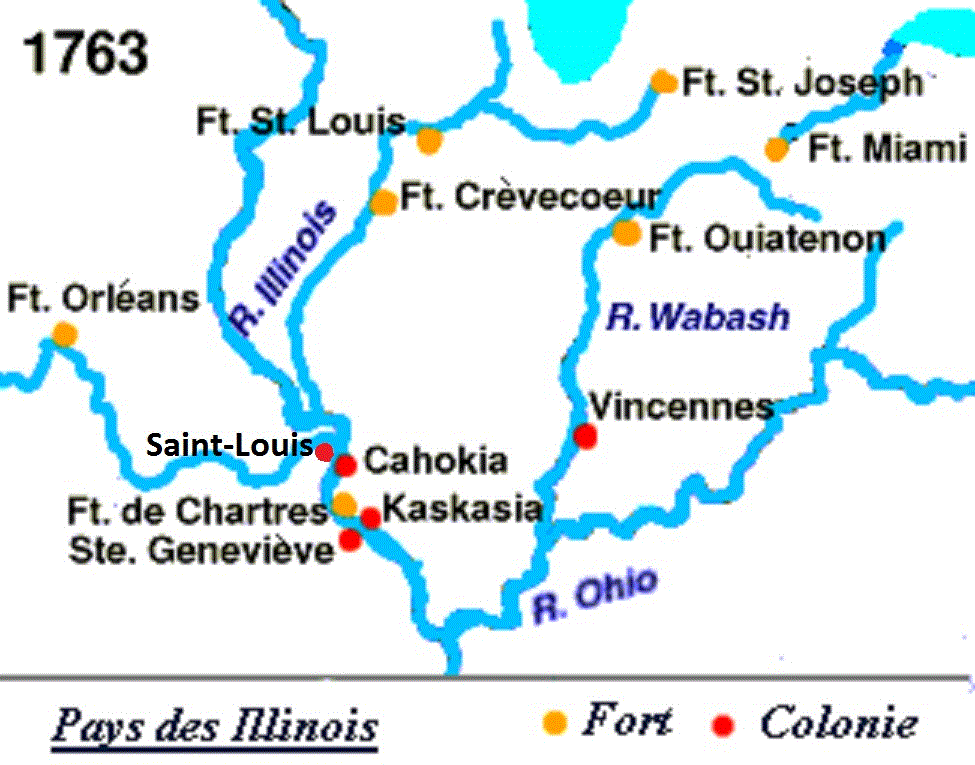
Mapa de las aldeas y fuertes en el país de los illiniwek

René Robert Cavelier de La Salle construyó Fort St. Louis en una elevación (butte) a lo largo del río de Illinois durante el invierno de 1682.

### Fort de Chartres
El 1 de enero de 1718, el monopolio sobre la región fue otorgado a John Law de Lauriston y su Compañía de Occidente (Compagnie d'Occident), que se convirtió en 1719 en la Compañía perpetua de las Indias (Compagnie perpétuelle des Indes). Con la esperanza de hacerse ricos con los metales preciosos, un contingente militar fue enviado desde Nueva Orleans. La construcción comenzó en el fuerte en 1718 y se terminó en 1720.

### Otros asentamientos
- Fort Crèvecœur fue el primer establecimiento en el sur de la Nueva Francia. Los intereses de Francia por Peoria se remontaban más de un siglo cuando los exploradores llegaron a través del río Illinois en 1673..

- En 1675, Jacques Marquette fundó la misión en el Grand Village des Illinois, cerca de North Utica (Illinois), que fue destruida por los iroqueses en 1680.

- Cahokia, establecida en 1699 por misioneros de Quebec, fue uno de los primeros asentamientos en la región.

- Fort de l'Ascension fue construido en 1702 en la desembocadura del río de Ohio por el capitán Charles Juchereau de Saint-Denis. En 1757, durante la guerra de los Siete Años, los franceses construyeron un nuevo fuerte en el mismo sitio, y fue rebautizado como Fort Massiac.

- Kaskaskia, establecida en 1703, fue una estación misionera. Se convirtió en la primera capital de los illiniwek desde 1818 hasta 1820. Un fuerte fue construido en 1721 y fue destruido por los británicos en 1763.

- En 1720, Philip François Renault, director de las operaciones mineras de la Compagnie de l'Occident, llegó con 200 trabajadores y mecánicos, así como 500 esclavos de Saint-Domingue para trabajar en las minas. Sin embargo, las minas ofrecían sólo carbón y plomo, que no eran rentables para que la compañía pudiese sobrevivir. En 1723, Renault, con sus trabajadores y esclavos, estableció el pueblo de Saint-Philippe. A unos cinco kilómetros del Fort de Chartres, el pueblo llegó a ser muy productivo y había un excedente de productos que se vendió al sur de la Luisiana.

- En 1722, Sainte-Thérèse Langlois, un sobrino de Boisbriand, fundó Prairie du Rocher. La aldea fue construida en un terreno donado por la Compagnie des Indes.

- Fort Orléans fue construido en 1723 a orillas del río Misuri por Étienne de Veniard, sieur de Bourgmont.

- Fort Vincennes, convertido luego en Vincennes (Indiana), fue establecido en 1732.

- Ste. Genevieve fue establecida alrededor de 1750 a lo largo de las orillas del Misisipi. Esta aldea fue poblada principalmente por agricultores y comerciantes canadienses llegados de establecimientos desde el lado este del río Misisipi.

- San Luis fue fundada en 1764 por tramperos canadienses. En 1765, St. Louis se convirtió en la capital de la Alta Luisiana, y después de 1767, el área fue controlada por los españoles.[3]